# Sabich
Il sabich (in ebraico סביח‎?; giudeo-arabo iracheno: صبيح) è un panino israeliano consistente in un pane di tipo laffa o pita ripiegato e con un companatico ottenuto cuocendo fino a doratura uova haminados, melanzane e un'insalata di pomodori e cetrioli nell'amba.
Esistono delle varianti del panino con hummus, salse amba e tahina e cetrioli sottaceto.

## Etimologia e storia
Sono state formulate diverse teorie che vogliono spiegare l'etimologia del sabich. Stando a una di esse, sabich significa "mattino" in lingua araba, possibile allusione al fatto che gli ingredienti usati nel panino sono i medesimi utilizzati per preparare una colazione durante lo Shabbat. Una tradizione popolare, che si ritiene però essere un acronimo umoristico, il nome del panino sarebbe composto dalle parole ebraiche "Salat, Beitsa, yoter Ḥatsil" (סלט ביצה יותר חציל), ovvero "insalata, uova, più melanzane".
Un'altra teoria vuole che il sabich prenda il nome dal suo inventore Sabich Tzvi Halabi, nato a Bagdad nel 1938 e immigrato in Israele nei primi anni 1950. Agli inizi del decennio seguente, Halabi comprò un punto vendita di fronte all'ultima fermata dell'autobus numero 63, nella strada Uziel, a Ramat Gan. Per venire incontro alle esigenze dei lavoratori, che desideravano consumare un pasto più sostanzioso dei bourekas serviti nel chiosco di Halabi e sua moglie, i due inventarono un panino contenente i tipici ingredienti usati consumati durante lo Shabbat a colazione, ovvero cholent, hamin, melanzane e insalata. Nei primi anni 1980, Halabi trasferì la sua attività nella strada Negba, sempre a Ramat Gan.
Nel 2020 il sindaco di Ramat Gan diede il nome dell'alimento all'incrocio tra le strade Negba e St.-Uziel.
Il sabich è oggi un popolare cibo da strada in Israele, ma gode di scarsa notorietà all'infuori dei confini nazionali.